# Liste des ministres espagnoles
Cette liste des ministres espagnoles recense, par cabinet, toutes les femmes qui ont été membres d'un gouvernement depuis les années 1930.

## Historique
Dans un premier temps, la présence de femmes ministres constitue un exception dans la vie politique nationale. Si Federica Montseny, ministre de la Santé et de l'Assistance sociale entre 1936 et 1937, est la pionnière, il faut ensuite attendre 1981 et la nomination de Soledad Becerril comme ministre de la Culture pour retrouver une présence féminine au conseil des ministres.
Les femmes sont de nouveau exclues de l'exécutif entre 1982 et 1988, après quoi leur participation à l'activité gouvernementale augmente continuellement jusqu'à atteindre l'exacte parité en 2004. En 2011, pour la première fois depuis 1982, le nombre et la proportion de femmes ministres recule.
En 2018, 11 femmes sont nommées sur un total de 17 ministres, ce qui constitue un record dans l'histoire espagnole et mondiale en relatif. Leur présence recule de nouveau en 2020, tout en représentant encore la moitié du cabinet. En 2021, à la suite de deux remaniements, l'ensemble des vice-présidences sont confiées à des femmes tandis que le nombre de femmes ministres passe à 14 sur 22, établissant un nouveau record en absolu.

## Seconde République espagnole
- Federica Montseny (1905-1994)
  - Ministre de la Santé et de l'Assistance sociale entre le 4 novembre 1936 et le 17 mai 1937.

## Royaume d'Espagne

### Leopoldo Calvo-Sotelo
- Soledad Becerril (1944-)
  - Ministre de la Culture entre le 2 décembre 1981 et décembre 1982.

### Felipe González
- Matilde Fernández (1950-)
  - Ministre des Affaires sociales entre le 12 juillet 1988 et 14 juillet 1993.
- Rosa Conde (1947-)
  - Ministre porte-parole du gouvernement entre le 12 juillet 1988 et 14 juillet 1993.
- Ángeles Amador (1949-)
  - Ministre de la Santé et de la Consommation entre le 14 juillet 1993 et le 6 mai 1996.
- Carmen Alborch (1947-2018)
  - Ministre de la Culture entre le 14 juillet 1993 et le 6 mai 1996.
- Cristina Alberdi (1946-)
  - Ministre des Affaires sociales entre le 14 juillet 1993 et le 6 mai 1996.

### José María Aznar
- Esperanza Aguirre (1952-)

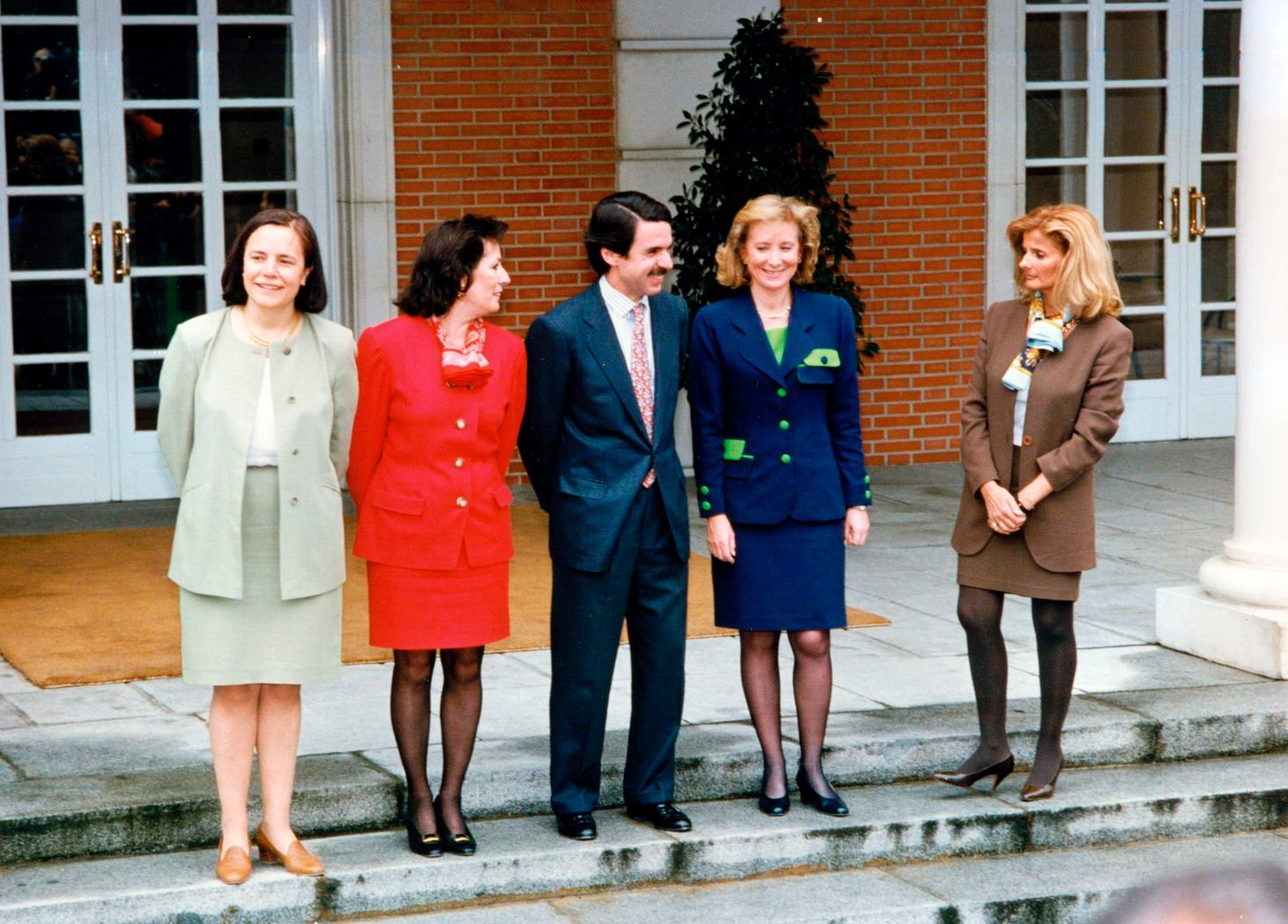
José María Aznar et les femmes de son premier gouvernement, le 7 mai 1996.

  - Ministre de l'Éducation et de la Culture entre le 6 mai 1996 et le 20 janvier 1999.
- Margarita Mariscal de Gante (1950-)
  - Ministre de la Justice entre le 6 mai 1996 et le 28 avril 2000.
- Loyola de Palacio (1950-2006)
  - Ministre de l'Agriculture, de la Pêche et de l'Alimentation entre le 6 mai 1996 et le 30 avril 1999.
- Isabel Tocino (1949-)
  - Ministre de l'Environnement entre le 6 mai 1996 et le 28 avril 2000.
- Pilar del Castillo (1952-)
  - Ministre de l'Éducation, de la Culture et des Sports entre le 28 avril 2000 et le 18 avril 2004.
- Anna Birulés (1954-)
  - Ministre de la Science et de la Technologie entre le 28 avril 2000 et le 10 juillet 2002.
- Celia Villalobos (1949-)
  - Ministre de la Santé et de la Consommation entre le 28 avril 2000 et le 10 juillet 2002.
- Ana Palacio (1948-)
  - Ministre des Affaires étrangères entre le 10 juillet 2002 et le 18 avril 2004.
- Ana Pastor (1957-)
  - Ministre de la Santé et de la Consommation entre le 10 juillet 2002 et le 18 avril 2004.
- Elvira Rodríguez (1949-)
  - Ministre de l'Environnement entre le 3 mars 2003 et le 18 avril 2004.
- Julia García-Valdecasas (1944-2009)
  - Ministre des Administrations publiques entre le 4 septembre 2003 et le 18 avril 2004.

### José Luis Rodríguez Zapatero

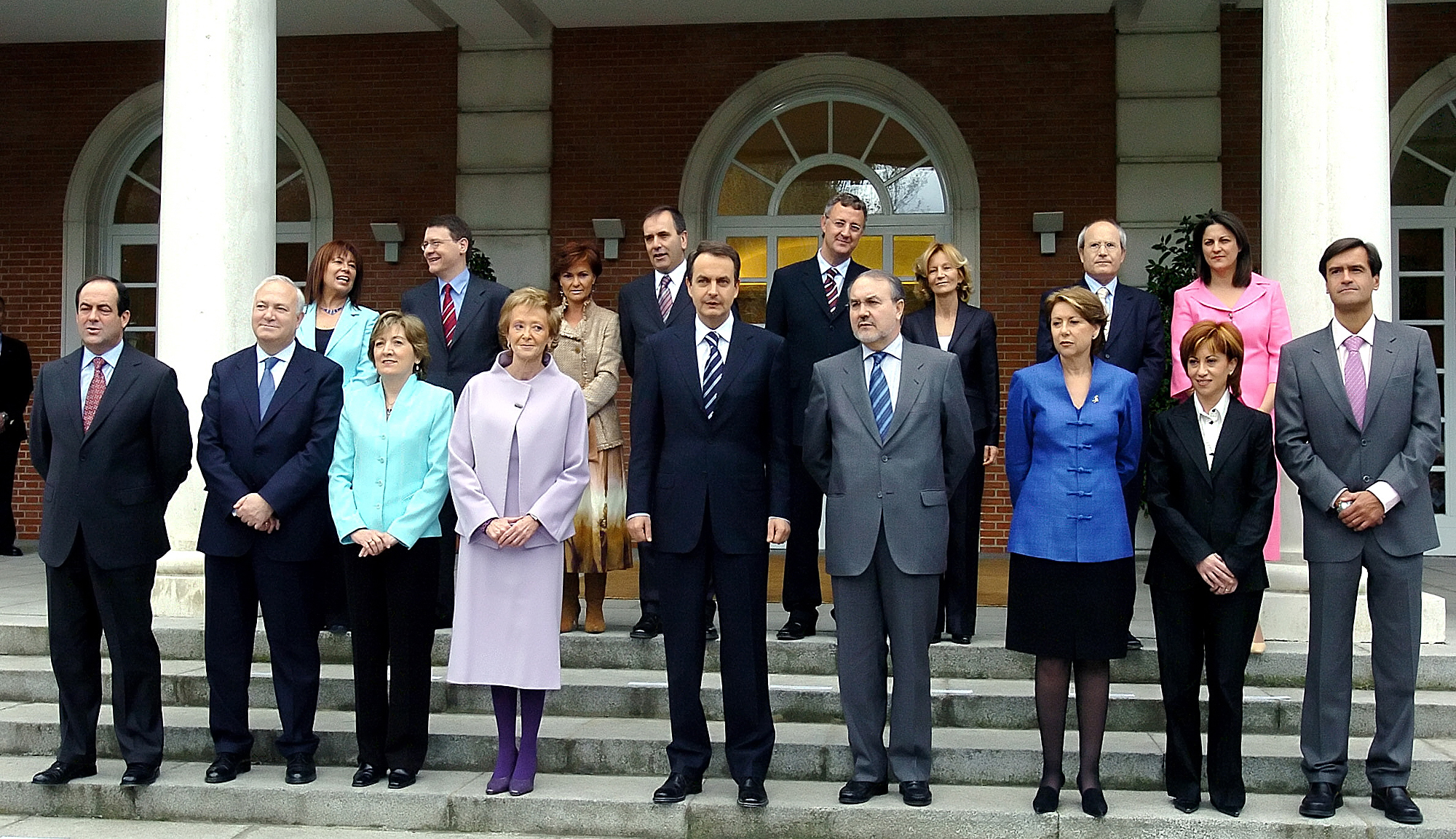
Le gouvernement Zapatero est le premier gouvernement paritaire de l'Espagne.

- María Teresa Fernández de la Vega (1949-)
  - Première vice-présidente du gouvernement espagnol, ministre de la Présidence et porte-parole du gouvernement entre le 18 avril 2004 et le 20 octobre 2010.
- María Jesús San Segundo (1958-2010)
  - Ministre de l'Éducation et de la Science entre le 18 avril 2004 et le 7 avril 2006.
- Elena Espinosa (1960-)
  - Ministre de l'Agriculture, de la Pêche et de l'Alimentation entre le 18 avril 2004 et le 14 avril 2008.
  - Ministre de l'Environnement et du Milieu rural et marin entre le 14 avril 2008 et le 20 octobre 2010.
- Carmen Calvo (1957-)
  - Ministre de la Culture entre le 18 avril 2004 et le 6 juillet 2007.
- Cristina Narbona (1951-)
  - Ministre de l'Environnement entre le 18 avril 2004 et le 14 avril 2008.
- María Antonia Trujillo (1960-)
  - Ministre du Logement entre le 18 avril 2004 et le 6 juillet 2007.
- Magdalena Álvarez (1977-)
  - Ministre de l'Équipement entre le 18 avril 2004 et le 7 avril 2009.
- Mercedes Cabrera (1951-)
  - Ministre de l'Éducation et de la Science entre le 7 avril 2006 et le 14 avril 2008.
  - Ministre de l'Éducation, de la Politique sociale et du Sport entre le 14 avril 2008 et le 7 avril 2009.
- Beatriz Corredor (1968-)
  - Ministre du Logement entre le 12 avril 2008 et le 20 octobre 2010.
- Bibiana Aído (1977-)
  - Ministre de l'Égalité entre le 18 avril 2008 et le 20 octobre 2010.
- Elena Salgado (1949-)
  - Ministre de la Santé et de la Consommation entre le 18 avril 2004 et le 6 juillet 2007.
  - Ministre des Administrations publiques entre le 6 juillet 2007 et le 7 avril 2009.
  - Ministre de l'Économie et des Finances entre le 7 avril 2009 et le 22 décembre 2011.
- Carme Chacón (1971-2017)
  - Ministre du Logement entre le 6 juillet 2007 et le 14 avril 2008.
  - Ministre de la Défense entre le 14 avril 2008 et le 22 décembre 2011.
- Cristina Garmendia (1962-)
  - Ministre de la Science et de l'Innovation entre le 14 avril 2008 et le 22 décembre 2011.
- Ángeles González-Sinde (1965-)
  - Ministre de la Culture entre le 7 avril 2009 et le 22 décembre 2011.
- Trinidad Jiménez (1962-)
  - Ministre de la Santé et de la Politique sociale entre le 7 avril 2009 et le 20 octobre 2010.
  - Ministre des Affaires étrangères entre le 7 avril 2009 et le 22 décembre 2011.
- Rosa Aguilar (1953-)
  - Ministre de l'Environnement et du Milieu rural et marin entre le 21 octobre 2010 et le 22 décembre 2011.
- Leire Pajín (1976-)
  - Ministre de la Santé, de la Politique sociale et de l'Égalité entre le 20 octobre 2010 et le 22 décembre 2011.

### Mariano Rajoy
- Soraya Sáenz de Santamaría (1971-)
  - Vice-présidente du gouvernement du 22 décembre 2011 au 7 juin 2018.
  - Ministre de la Présidence du 22 décembre 2011 au 4 novembre 2016.
  - Ministre de la Présidence et des Administrations territoriales du 4 novembre 2016 au 7 juin 2018.
  - Porte-parole du gouvernement du 22 décembre 2011 au 4 novembre 2016.
    - Ministre de la Santé, des Services sociaux et de l'Égalité par intérim entre le 27 novembre et le 3 décembre 2014.
    - Ministre de la Justice par intérim entre le 23 et le 29 septembre 2014.
- Ana Pastor (1957-)
  - Ministre de l’Équipement du 22 décembre 2011 au 19 juillet 2016.
- Fátima Báñez (1967-)
  - Ministre de l’Emploi et de la Sécurité sociale du 22 décembre 2011 au 7 juin 2018.
- Ana Mato (1967-)
  - Ministre de la Santé, des Services sociaux et de l'Égalité du 22 décembre 2011 au 27 novembre 2014.
- Isabel García Tejerina (1968-)
  - Ministre de l'Agriculture, de l'Alimentation et de l'Environnement du 28 avril 2014 au 7 juin 2018.
- María Dolores de Cospedal (1965-)
  - Ministre de la Défense du 4 novembre 2016 au 7 juin 2018.
- Dolors Montserrat (1973-)
  - Ministre de la Santé, des Services sociaux et de l'Égalité du 4 novembre 2016 au 7 juin 2018.

### Pedro Sánchez
- Carmen Calvo (1957-)

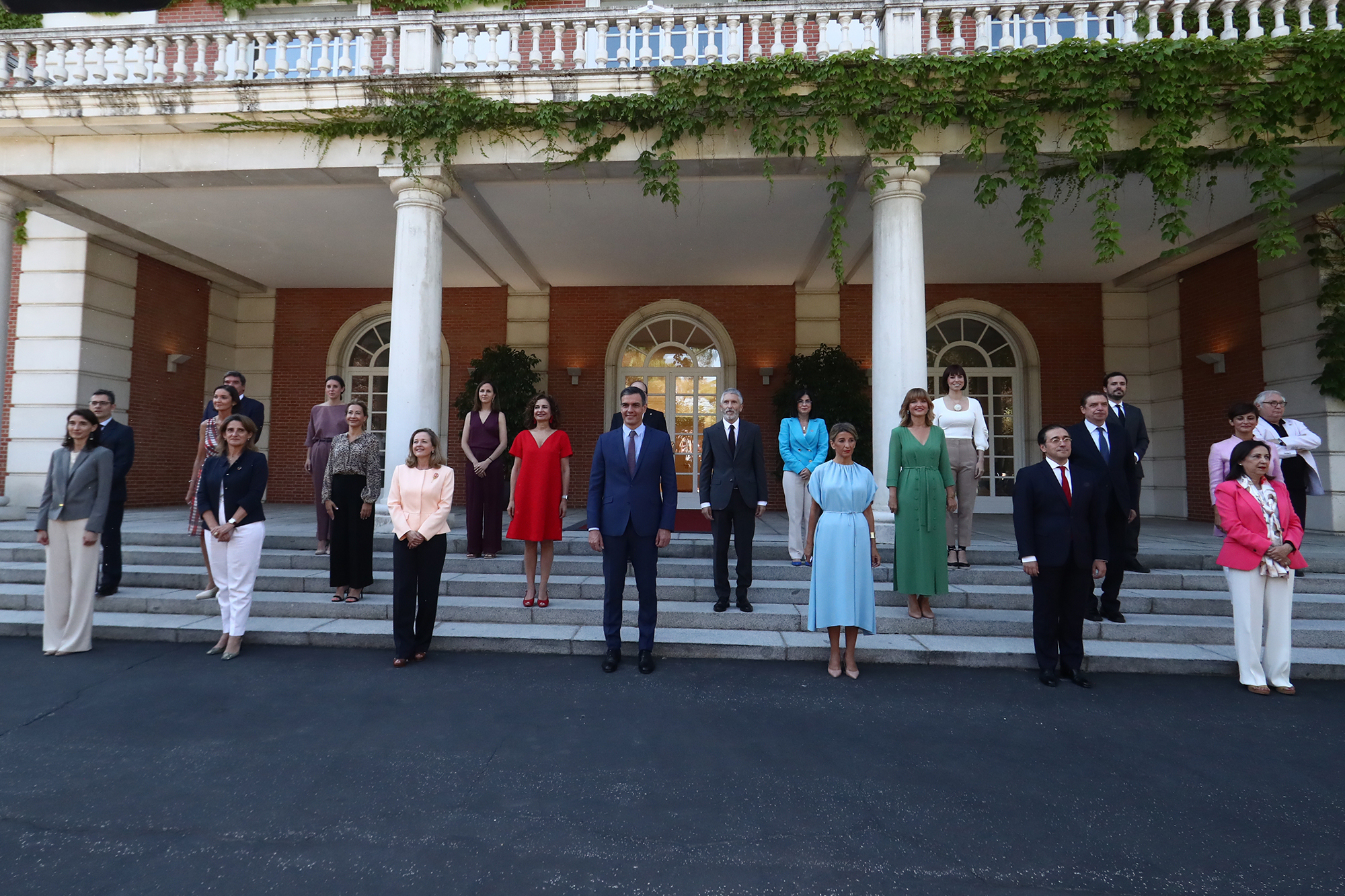
Le gouvernement Sánchez II compte le plus grand nombre de femmes de l'histoire de l'Espagne entre juillet 2021 et mars 2023.

  - Vice-présidente, ministre de la Présidence, des Relations avec les Cortes et de l'Égalité entre le 7 juin 2018 et le 13 janvier 2020.
  - Première vice-présidente, ministre de la Présidence, des Relations avec les Cortes et de la Mémoire démocratique entre le 13 janvier 2020 et le 12 juillet 2021.
- Dolores Delgado (1962-)
  - Ministre de la Justice entre le 7 juin 2018 et le 13 janvier 2020.
- Margarita Robles (1956-)
  - Ministre de la Défense depuis le 7 juin 2018.
- María Jesús Montero (1966-)
  - Ministre des Finances depuis le 7 juin 2018.
  - Porte-parole du gouvernement entre le 13 janvier 2020 et le 12 juillet 2021.
  - Ministre de la Fonction publique entre le 12 juillet 2021 et le 29 décembre 2023.
  - Quatrième vice-présidente du gouvernement entre le 21 novembre 2023 et le 29 décembre 2023.
  - Première vice-présidente du gouvernement depuis le 29 décembre 2023.
- Isabel Celaá (1966-)
  - Ministre de l'Éducation et de la Formation professionnelle entre le 7 juin 2018 et le 12 juillet 2021.
  - Porte-parole du gouvernement entre le 7 juin 2018 et le 13 janvier 2020.
- Magdalena Valerio (1959-)
  - Ministre du Travail, des Migrations et de la Sécurité sociale entre le 7 juin 2018 et le 13 janvier 2020.
- Reyes Maroto (1973-)
  - Ministre de l'Industrie, du Commerce et du Tourisme entre le 7 juin 2018 et le 28 mars 2023.
- Meritxell Batet (1973-)
  - Ministre de la Politique territoriale et de la Fonction publique entre le 7 juin 2018 et le 21 mai 2019.
- Teresa Ribera (1969-)
  - Ministre de la Transition écologique depuis le 7 juin 2018.
  - Quatrième vice-présidente du gouvernement entre le 13 janvier 2020 et le 12 juillet 2021.
  - Troisième vice-présidente du gouvernement entre le 12 juillet 2021 et le 25 novembre 2024.
- Nadia Calviño (1968-)
  - Ministre de l'Économie entre le 7 juin 2018 et le 29 décembre 2023.
  - Troisième vice-présidente du gouvernement entre le 13 janvier 2020 et le 31 mars 2021.
  - Deuxième vice-présidente du gouvernement entre le 31 mars 2021 et le 12 juillet 2021.
  - Première vice-présidente du gouvernement entre le 12 juillet 2021 et le 29 décembre 2023.
- Carmen Montón (1976-)
  - Ministre de la Santé, de la Consommation et du Bien-être social du 7 juin au 12 septembre 2018.
- María Luisa Carcedo
  - Ministre de la Santé, de la Consommation et du Bien-être social entre le 12 septembre 2018 et le 13 janvier 2020.
- Arancha González
  - Ministre des Affaires étrangères, de l'Union européenne et de la Coopération entre le 13 janvier 2020 et le 12 juillet 2021.
- Yolanda Díaz
  - Ministre du Travail et de l'Économie sociale depuis le 13 janvier 2020.
  - Troisième vice-présidente du gouvernement entre le 31 mars 2021 et le 12 juillet 2021.
  - Deuxième vice-présidente du gouvernement depuis le 12 juillet 2021.
- Carolina Darias
  - Ministre de la Politique territoriale et de la Fonction publique entre le 13 janvier 2020 et le 27 janvier 2021.
  - Ministre de la Santé entre le 27 janvier 2021 et le 28 mars 2023.
- Irene Montero
  - Ministre de l'Égalité entre le 13 janvier 2020 et le 21 novembre 2023
- Ione Belarra
  - Ministre des Droits sociaux et de l'Agenda 2030 entre le 31 mars 2021 et le 21 novembre 2023
- Pilar Llop (1973-)
  - Ministre de la Justice entre le 12 juillet 2021 et le 21 novembre 2023
- Raquel Sánchez Jiménez (1975-)
  - Ministre des Transports, des Mobilités et des Programmes urbains entre le 12 juillet 2021 et le 21 novembre 2023.
- Pilar Alegría (1977-)
  - Ministre de l'Éducation et de la Formation professionnelle depuis le 12 juillet 2021.
  - Porte-parole du gouvernement depuis le 21 novembre 2023.
- Isabel Rodríguez García (1981-)
  - Ministre de la Politique territoriale et porte-parole du gouvernement entre le 12 juillet 2021 et le 21 novembre 2023.
  - Ministre du Logement et des Programmes urbains depuis le 21 novembre 2023.
- Diana Morant (1980-)
  - Ministre de la Science et de l'Innovation depuis le 12 juillet 2021.
- Mónica García (1974-)
  - Ministre de la Santé depuis le 21 novembre 2023.
- Ana Redondo (1966-)
  - Ministre de l'Égalité depuis le 21 novembre 2023.
- Elma Saiz (1975-)
  - Ministre de l'Inclusion, de la Sécurité sociale et des Migrations depuis le 21 novembre 2023.
- Sira Rego (1973-)
  - Ministre de la Jeunesse et de l'Enfance depuis le 21 novembre 2023
- Sara Aagesen (1976-)
  - Troisième vice-présidente du gouvernement et ministre de la Transition écologique et du Défi démographique depuis le 25 novembre 2024.

## Accès aux portefeuilles
| Année | Nom                               | Ministère                        |
| ----- | --------------------------------- | -------------------------------- |
| 1936  | Federica Montseny                 | Santé                            |
| 1981  | Soledad Becerril                  | Culture                          |
| 1988  | Matilde Fernández                 | Affaires sociales                |
| 1988  | Rosa Conde                        | Porte-parole                     |
| 1993  | Ángeles Amador                    | Consommation                     |
| 1996  | Esperanza Aguirre                 | Éducation Enseignement supérieur |
| 1996  | Margarita Mariscal de Gante       | Justice                          |
| 1996  | Loyola de Palacio                 | Agriculture                      |
| 1996  | Isabel Tocino                     | Environnement                    |
| 2000  | Anna Birulés                      | Science                          |
| 2002  | Ana Palacio                       | Affaires étrangères              |
| 2003  | Julia García-Valdecasas           | Administrations publiques        |
| 2004  | María Teresa Fernández de la Vega | Présidence                       |
| 2004  | Magdalena Álvarez                 | Équipement                       |
| 2004  | María Antonia Trujillo            | Logement                         |
| 2008  | Bibiana Aído                      | Égalité                          |
| 2008  | Carme Chacón                      | Défense                          |
| 2009  | Elena Salgado                     | Économie et Finances             |
| 2011  | Fátima Báñez                      | Travail                          |
| 2018  | Reyes Maroto                      | Industrie                        |
| 2018  | Teresa Ribera                     | Énergie                          |
|       |                                   | Intérieur                        |